# Colosul (Star Trek: Voyager)
„Colosul” (titlu original: „Juggernaut”) este al 21-lea episod din al cincilea sezon al serialului TV american științifico-fantastic Star Trek: Voyager și al 115-lea în total. A avut premiera la 26 aprilie 1999 pe canalul UPN.
Episodul se bazează pe o poveste de Bryan Fuller și a fost regizat de Allan Kroeker.

## Prezentare
Echipajul răspunde unui apel SOS provenit de la câteva capsule de salvare Malon contaminate cu radiații.

## Actori ocazionali
- Ron Canada - Fesek
- Lee Arenberg - Pelk
- Scott Klace - Dremk
- Alexander Enberg - Malon #3